# منتزه كليمنجارو الوطني
منتزه كيليمانجارو الوطني يشكل كيليمانجارو أعلى نقطة في أفريقيا إذ يبلغ ارتفاعه 5895 متراً. وهو عبارة عن كتلة بركانية تطل بقمتها المعزولة المغطاة بالثلوج الأزلية على السافانا المجاورة وتحيط بها غابة جبلية، كما تحتضن عدداً كبيراً من الثدييات التي ينتمي الكثير منها إلى أصناف مهددة.